# Lloá
Lloá (oficialmente en catalán El Lloar) es un municipio español de la provincia de Tarragona, en la comarca catalana de Priorato.

Localización de Lloá en Priorato

## Historia
Formó parte de la baronía de Cabacés desde su fundación, por lo que quedó bajo la autoridad del obispado de Tortosa. Se constituyó como municipio autónomo con ayuntamiento propio durante la Guerra de la Independencia española segregándose de La Figuera. Su aportación al conflicto fue esencialmente económica, ya que entregó oro y plata a la cartuja de Escaladei que se encargaba de recaudar los donativos. Además, dispuso de un cuerpo de somatenes.
Aportó numerosos voluntarios al bando carlista en la primera guerra carlista; algunos de ellos fueron después deportados a Cuba. Durante la segunda guerra carlista la población se decantó por el bando liberal.

## Símbolos
El escudo de Lloá se define con el siguiente blasón:
«Escudo losanjado cortado: al 1º, de oro, una espada flamulada de gules ornamentada de azur; y al 2º, de azur, una mitra de argén embellecida de oro y con las ínfulas también de oro resaltando sobre una cruz procesional y un báculo de obispo de oro pasados en sautor, la cruz en banda y el báculo en barra. Por timbre una corona mural de pueblo.»
Fue aprobado el 18 de noviembre de 1987

## Geografía humana

### Demografía
Cuenta con una población de 101 habitantes (INE 2024).
| Gráfica de evolución demográfica de Lloá entre 1857 y 2021 |
| |
| Población de derecho según los censos de población del INE Población de hecho según los censos de población del INEEn estos censos se denominaba Lloá: 1860, 1877, 1887, 1897, 1900, 1910, 1920, 1930, 1940, 1950, 1960, 1970 y 1981 Entre el censo de 1857 y el anterior, aparece este municipio porque se segrega del municipio 43058 (La Figuera) |

### Economía
La base económica del municipio es la agricultura, predominando la viña. Otros cultivos de secano destacables son los olivos y almendros. Dispone de una cooperativa agrícola desde 1930 se encarga de distribuir los productos. Los vinos de la población están bajo la denominación de origen calificada Priorato.

## Cultura
La iglesia parroquial está dedicada a San Miguel. De estilo neoclásico, su construcción se inició en 1777. Es un edificio de tres naves con coro, cimborrio y campanario adosado. La fachada está decorada con una imagen del santo realizada en 1947 por D. José Sabaté. De la iglesia primitiva, construida en 1558, quedan restos de una capilla que se encuentra incorporada al edificio del Ayuntamiento.
En la zona de Basseta Roja, a unos dos kilómetros del núcleo del pueblo, se encuentran unas cuevas, conocidas como de Rogerals. En ellas se han encontrado restos que demuestran la existencia de un importante poblado prehistórico.
Dichas cuevas son en realidad abrigos naturales formados por la erosión de las areniscas rojizas del periodo triásico que afloran de forma espectacular en la zona centro-occidental del municipio, entre las típicas pizarras o "llicorell" i las calizas blanco-azuladas que constituyen la parte occidental de la sierra de La Figuera.
Celebra su fiesta mayor el primer fin de semana de agosto, coincidiendo con la celebración de Santo Domingo de Guzmán.